# 1873 год в литературе

## Книги
- «Дельцы» — роман Петра Боборыкина.
- «Кесарь и галилеянин» — драма Генрика Ибсена.
- «Кляча» — повесть еврейского писателя Менделе Мойхер-Сфорима.
- «Марфа Посадница» — историческая драма Николая Жандра.
- «Очарованный странник» — повесть Николая Лескова.
- «Петля на шее» (La Corde au cou) — детективный роман Эмиля Габорио.
- «Поздняя любовь» — пьеса Александра Островского.
- «Позолоченный век» — роман Марка Твена и Чарлза Дадли Уорнера
- «Снегурочка» — пьеса Александра Островского.
- «Страна красных колпаков» — роман в стихах Роберта Браунинга.
- «В стране мехов» — роман Жюля Верна

## Родились
- 4 февраля — Михаил Михайлович Пришвин, русский советский писатель (умер в 1954).
- 18 февраля — Педро Сесар Доминичи, венесуэльский писатель и драматург (умер в 1954).
- 2 мая — Юргис Балтрушайтис, русский и литовский поэт, дипломат (умер в 1944).
- 22 августа — Александр Александрович Богданов, русский писатель и политический деятель (умер в 1928).
- 3 октября — Иван Сергеевич Шмелёв, русский писатель (умер в 1950).
- 13 декабря — Валерий Яковлевич Брюсов, русский поэт, прозаик, драматург, теоретик символизма, критик, переводчик, литературовед (умер в 1924).
- Йекун Вали-ад-дин, египетский писатель (умер в 1921).

## Умерли
- 1 января — Эзеб-Франсуа Салль, французский прозаик и переводчик (родился в 1796).
- 31 января — Андрей Андреевич Жандр, русский драматург и переводчик (родился в 1789).
- 26 апреля — Владимир Григорьевич Бенедиктов, русский поэт и переводчик (родился в 1807).
- 27 июля — Фёдор Иванович Тютчев, русский поэт (родился в 1803).
- 10 августа — Петр Забой Гостинский, словацкий писатель и поэт (родился в 1823).
- 17 октября — Бубе, Адольф — немецкий поэт и архивариус (родился в 1802).
- 1 ноября — Эмиль Габорио (Émile Gaboriau), французский писатель, один из основоположников детективного жанра (родился в 1832).
- 7 ноября — Томас Оверскоу, датский драматург (родился в 1798)